# Paranebaliidae
Paranebaliidae – rodzina skorupiaków z gromady pancerzowców i rzędu cienkopancerzowców.

## Opis
Ciało z dwuklapowym, nieurzeźbionym karapaksem. U samic długość ciała poniżej 2 cm. Krótsze od rostrum oczy mogą być opatrzone ząbkami. Na rostrum obecny kolec, położony przedkońcowo. Czułki pierwszej pary z ząbkowanym na przedzie czwartym członem. Czułki drugiej pary o zlanych: trzecim i czwartym członie trzonka. Na trzonku tym obecne dwa okrągłe guzki, a niekiedy też drobne ząbki lub kolce. U samców biczyk pierwszej pary czułków nabrzmiały lub przekształcony w callynophore, a czułki drugiej pary połowy długości ciała. Żuwaczki z dobrze rozwiniętym wyrostkiem molarnym i pojedynczym zębie na incisorze. Pierwsza para szczęk z wydłużonym drugim endytem i długimi głaszczkami. Znacznie mniejsze niż początkowa para odnóży tułowiowych szczęki drugiej pary mają co najmniej trzy pierwsze endyty dobrze rozwinięte. Odnóża tułowiowe są blisko osadzone, smukłe, sięgają daleko za brzuszną krawędź karapaksu, mają zredukowane epiopodity i silnie oszczecinione, pozbawione płatków proksymalnych egzopodity. Krawędzie pleonitów 4 i 5 są gładkie, zaś 6 i 7 niekiedy ząbkowane. Odnóża odwłokowe szóstej pary jednoczłonowe, krótsze od piątej pary. Ramiona furki równomiernie zwężone ku szczytowi.

## Ekologia
Podobnie jak Nebaliidae są to morskie filtratory.

## Systematyka
Należy tu 6 gatunków zgrupowanych 3 rodzajach:
- Levinebalia Walker-Smith, 2000
- Paranebalia Claus, 1880
- Saronebalia Haney et Martin, 2004